# كات ريتشاردسون
كات ريتشاردسون (بالإنجليزية: Kat Richardson)‏ (22 مايو 1964، كاليفورنيا في الولايات المتحدة)؛ كاتِبة ومؤلِّفة وروائية أمريكية.